# Four
『Four』（フォー）は、Ken Yokoyamaの4枚目のアルバム。

## 概要
- レコーディングにはKEN BANDのメンバーが初めて全員参加している。ギターのレコーディングに関してはこれまでKen Yokoyama自らが演奏していたが、今作では南英紀が担当している。（理由は彼に弾かせたかったから）
- 他の作品と比べるのはよくないことであるといった上で、このアルバムが自身にとって最高傑作に仕上がったと述べている。

## 収録曲
1. Kill For You
2. What It Means To Love
3. Punk Rock Dream
PVが製作されている。PVに出演している女性は臼田あさ美である。
4. Your Safe Rock
5. Lost You
6. Cute Girls
7. Don't Make Me Pissed Off,Fuckin' Son Of A Bitch
8. Falling From Grace
9. It's My Way, Go Your Way
10. Kokomo
（The Beach Boysのカバー）
11. Sleep
12. Let The Beat Carry On
13. Still Burning
14. Addams Family The Theme